# Religião da Terra
Religião centrada na Terra ou adoração da natureza é um sistema de religião baseado na veneração de fenômenos naturais. Abrange qualquer religião que cultua a Terra, a natureza, ou deidade da fertilidade, tais como as várias formas de adoração à deusa ou religião matriarcal. Alguns encontram uma conexão entre a adoração da Terra e a hipótese de Gaia. As religiões da Terra também são formuladas para permitir que se utilize o conhecimento de preservar a Terra.

## Origens

### Reivindicações de origem por fontes de religião da Terra
De acordo com Marija Gimbutas, as sociedades pré-indo-europeias viviam em comunidades familiares de pequena escala que praticavam a sucessão matrilinear e a religião centrada na deusa onde a criação vem da mulher. Ela é a Mãe Divina que pode dar a vida e tirá-la. Na mitologia irlandesa ela é Danu, na mitologia eslava ela é Mat Zemlya, e em outras culturas ela é Pachamama, Ninsuna, Terra Mater, Nüwa, Matres ou Shakti.
No final de 1800, James Weir escreveu um artigo descrevendo os primórdios e os aspectos do sentimento religioso primitivo. De acordo com Boyer, os primeiros humanos foram forçados a localizar comida e abrigo para sobreviver, enquanto eram constantemente dirigidos por seus instintos e sentidos. Porque a existência humana dependia da natureza, os homens começaram a formar sua religião e crenças sobre e em torno da própria natureza. É evidente que a primeira religião humana teria que se desenvolver a partir do mundo material, argumenta ele, porque os humanos dependiam muito de seus sentidos e do que podiam ver, tocar e sentir. Nesse sentido, a adoração à natureza se formou, permitindo que os humanos dependessem ainda mais da natureza para sobreviver.
Os neopagãos tentaram fazer afirmações de que a religião começou de maneiras que correspondem à religião da Terra. Em uma de suas obras publicadas, The Urantia Book, outra razão para esta adoração da natureza veio do medo do mundo ao redor do homem primitivo. Sua mente não tinha a função complexa de processar e peneirar ideias complexas. Como resultado, o homem adorava a própria entidade que o cercava todos os dias. Essa entidade era a natureza. Os humanos experimentaram os diferentes fenômenos naturais ao seu redor, como tempestades, vastos desertos e imensas montanhas. Entre as primeiras partes da natureza a serem adoradas estavam rochas e colinas, plantas e árvores, animais, os elementos, corpos celestes e até o próprio homem. À medida que o homem primitivo trabalhava na adoração da natureza, ele finalmente passou a incorporar espíritos em sua adoração.
As origens da religião podem ser vistas através das lentes da função e do processamento da mente humana. Pascal Boyer sugere que, por um longo período de tempo, o cérebro foi pensado como um simples órgão do corpo. Entretanto, ele afirma que quanto mais informações coletadas sobre o cérebro indicam que o cérebro não é de fato uma "tábula em branco". Os seres humanos não apenas aprendem qualquer informação do ambiente e arredores ao seu redor. Eles adquiriram equipamentos cognitivos sofisticados que os preparam para analisar informações em sua cultura e determinar quais informações são relevantes e como aplicá-las. Boyer afirma que "ter um cérebro humano normal não implica que você tenha religião. Tudo o que isso implica é que as pessoas podem adquirir isso, o que é muito diferente". dando conforto, proporcionando ordem social à sociedade e satisfazendo a necessidade da natureza ilusória da mente humana. Em última análise, a religião surgiu por causa de nossa necessidade de responder a perguntas e manter unida nossa ordem social.
Uma ideia adicional sobre as origens da religião não vem do desenvolvimento cognitivo do homem, mas do macaco. Barbara J. King argumenta que os seres humanos têm uma conexão emocional com aqueles ao seu redor, e que esse desejo por uma conexão veio de sua evolução dos macacos. O parente mais próximo da espécie humana é o macaco africano. Ao nascer, o macaco começa a negociar com sua mãe sobre o que ele quer e precisa para sobreviver. O mundo em que o macaco nasceu está saturado de familiares e amigos próximos. Por causa disso, as emoções e os relacionamentos desempenham um papel enorme na vida do macaco. Suas reações e respostas umas às outras estão enraizadas e fundamentadas em um sentimento de pertencimento, derivado de sua dependência da mãe e da família do macaco. Pertencimento é definido como "importante para alguém que importa para você... obter sentimentos positivos de nossos relacionamentos." Esse sentimento e desejo de pertencimento, que começou nos macacos, só cresceu quando o hominídeo (um ancestral humano) divergiu da linhagem do macaco, que ocorreu cerca de seis a sete milhões de anos atrás.
À medida que ocorreram mudanças severas no ambiente, evoluções físicas no corpo humano (especialmente no desenvolvimento do cérebro humano) e mudanças nas ações sociais, os humanos foram além de tentar simplesmente formar laços e relações de empatia com os outros. À medida que sua cultura e sociedade se tornaram mais complexas, eles começaram a usar práticas e vários símbolos para dar sentido ao mundo natural e espiritual ao seu redor. Em vez de simplesmente tentar encontrar pertencimento e empatia nos relacionamentos com os outros, os humanos criaram e evoluíram Deus e espíritos para atender a essa necessidade e exploração. King argumentou que "uma necessidade terrena de pertencer levou à imaginação religiosa humana e, portanto, ao reino sobrenatural de se relacionar com Deus, deuses e espíritos".

## Religiões abrangidas
O termo 'religião da Terra' abrange qualquer religião que adora os deuses ou deusas da Terra, da natureza ou da fertilidade. Há uma série de grupos e crenças que se enquadram na religião da Terra, como o paganismo, que é uma religião politeísta baseada na natureza; o animismo, que postula que todas as entidades vivas (plantas, animais e humanos) possuem um espírito; Wicca, que mantém o conceito de uma deusa mãe terra e também pratica magia ritual; e o Druidismo, que equipara a divindade ao mundo natural.
Outra perspectiva da religião da Terra a ser considerada é o panteísmo, que tem uma abordagem variada da importância e propósito da Terra e da relação dos humanos com o planeta. Várias de suas declarações centrais tratam da conectividade que os humanos compartilham com o planeta, declarando que "toda matéria, energia e vida são uma unidade interconectada da qual somos parte inseparável" e "somos parte integrante da Natureza, que devemos valorizar, reverenciar, e preservar em toda a sua magnífica beleza e diversidade. Devemos nos esforçar para viver em harmonia com a Natureza local e globalmente".
A Terra também desempenha um papel vital para muitos povos voltaicos, muitos dos quais "consideram a Terra como a esposa do Céu", como os Konkomba do norte de Gana, cuja vida econômica, social, e religiosa é fortemente influenciada pela Terra. Também é importante considerar várias religiões nativas americanas, como a religião Peyote, religião Longhouse, e Religião da Terra Lodge.

## Ao redor do mundo
O dia 22 de abril foi estabelecido como o Dia Internacional da Mãe Terra pelas Nações Unidas em 2009, mas muitas culturas ao redor do mundo celebram a Terra há milhares de anos. O solstício de inverno e o solstício de verão são celebrados com feriados como Yule e Dongzhi no inverno e Tiregān e Kupala no verão.

### África
Animismo é praticado entre os povos Bantu da África Subsaariana. A mitologia do Daomé tem divindades como Nana Buluku, Gleti, Mawu, Asase Yaa, Naa Nyonmo e Xevioso.

### Europa
Na mitologia báltica, o sol é uma divindade feminina, Saulė, uma mãe ou noiva, e Mēness é a lua, pai ou marido, seus filhos sendo as estrelas. Na mitologia eslava, Mokosh e Mat Zemlya, juntamente com Perun, lideram o panteão. Celebrações e rituais são centrados na natureza e nas épocas de colheita. Dragobete é um feriado tradicional de primavera romeno que celebra "o dia em que os pássaros estão noivos".

### Índia
Na filosofia hindu, o yoni é o poder criativo da natureza e a origem da vida. No Shaktismo, o yoni é celebrado e adorado durante o Ambubachi Mela, um festival anual de fertilidade que celebra a menstruação da Terra.

## Cultura popular
Embora a ideia da religião da Terra exista há milhares de anos, a sua presença na cultura popular tornou-se mais pronunciada no início da década de 1990. "The X-Files" foi um dos primeiros programas de televisão transmitidos nacionalmente a transmitir conteúdo de bruxaria e Wicca (tipos de religião da terra), particularmente em episódios como "Die Hand Die Verletzt" e "Clyde Bruckman's Final Repose". Em média, os Wiccanos–aqueles que praticam a Wicca–ficaram mais ou menos satisfeitos com a forma como o programa retratou seus ideais e crenças, embora o achassem um pouco "sensacionalista". Nesse mesmo ano foi lançado o filme "The Craft", também retratando a arte da Wicca. Ao contrário de "The X-Files", este filme enfrentou críticas mistas da comunidade da Religião da Terra devido ao seu retrato sensacionalista da bruxaria.
Alguns anos depois, programas como "Charmed" e "Buffy the Vampire Slayer" tornaram-se amplamente populares, apresentando ainda mais ao público os temas da Religião da Terra. "Charmed", embora focado principalmente na bruxaria, retratava uma magia que se assemelhava muito às práticas Wiccanas. Enquanto isso, "Buffy" foi notável por escalar um personagem wiccano, Willow Rosenberg, embora dentro de um contexto fantástico, dado o foco da série em vampiros.
O gênero da Religião da Terra na cultura popular se expandiu com filmes do diretor Hayao Miyazaki, como "Princess Mononoke" e "My Neighbor Totoro", que investigam a interação humana com os espíritos da natureza. Esses filmes foram elogiados por sua representação respeitosa e complexa dos temas da Religião da Terra, tanto no Japão quanto internacionalmente.
Filmes da Disney como "The Lion King" e "Brother Bear" também foram identificados com temas da Religião da Terra devido à sua exploração da "interconexão" e do "Círculo da Vida" entre animais, plantas e a vida em geral. Esses filmes ilustram as consequências quando a harmonia entre os humanos e a natureza é perturbada, ressoando com os princípios da Religião da Terra.
Outros filmes como "The 13th Warrior", "The Deceivers", "Sorceress" (1982), "Anchoress", "Eye of the Devil", "Agora", e "The Wicker Man" (1973) também exploraram a religião da terra e adoração à natureza. Cada filme, com sua narrativa e cenário únicos, contribui para o retrato diversificado da Religião da Terra na cultura popular. Por exemplo, o aspecto religioso em "The Deceivers" é principalmente incorporado pela adoração do culto Thuggee à deusa Kali, uma divindade do Hinduísmo. Embora a adoração de Kali faça parte da tradição hindu, a representação no filme está associada à violência, roubos e assassinatos ritualísticos perpetrados pelo culto Thuggee, que está longe de ser uma representação da religião da Terra ou de uma reverência pela natureza. Além disso, as atividades criminosas dos Thuggees e o fanatismo religioso retratado no filme servem como um artifício para impulsionar a narrativa, em vez de uma exploração ou demonstração da religião da Terra. O foco de "The Deceivers" está mais no aspecto do thriller histórico, no fanatismo religioso e nos dilemas morais enfrentados pelo protagonista, do que na exibição de práticas ou ideologias tipicamente associadas à religião da Terra.
Da mesma forma, comunidades online e plataformas de mídia social são usadas para discutir e divulgar ideias da Religião da Terra. Ao fazê-lo, as pessoas são capazes de promover um diálogo global, melhorando a representação da Religião da Terra na cultura popular digital.
Jogos eletrônicos: Jogos eletrônicos como as séries "The Elder Scrolls" e "Final Fantasy" incorporaram temas da Religião da Terra em suas narrativas, oferecendo aos jogadores um meio interativo para explorar essas ideias.
Impacto na Percepção Pública: A representação da Religião da Terra na cultura popular desempenhou um papel significativo na formação da percepção pública. Embora algumas representações tenham sido elogiadas pela sua precisão e profundidade, outras foram criticadas por perpetuarem estereótipos e conceitos errados.

## Crenças e práticas fundamentais
- Veneração da natureza:
  - As religiões centradas na Terra ou adoração da natureza são sistemas de religião baseados na veneração dos fenômenos naturais, incluindo a terra, a natureza e as divindades da fertilidade.[18]
  - A veneração do planeta e da natureza tem sido parte integrante de várias religiões e práticas espirituais ao longo da história. Os adeptos das religiões da Terra subscrevem um sistema de crenças baseado na preservação e reverência pelos fenómenos naturais.[18]
- Diversidade de crenças e práticas:
  - A religião da Terra abrange uma variedade de grupos e crenças, como o paganismo (uma religião politeísta baseada na natureza), o animismo (a visão de mundo de que todas as entidades vivas possuem um espírito), a Wicca (que mantém o conceito de uma deusa mãe da terra e pratica magia ritual) e druidismo (que iguala a divindade ao mundo natural).[18][19]
- Conexão com a Terra:
  - As declarações centrais de algumas religiões da Terra enfatizam a conectividade que os humanos compartilham com o planeta, declarando que "toda a matéria, energia e vida são uma unidade interligada da qual somos uma parte inseparável" e defendem a vida em harmonia com a natureza, tanto local como globalmente.[19]
- Variações culturais:
  - A Terra desempenha um papel vital em muitas culturas; por exemplo, alguns povos voltaicos consideram a Terra a esposa do Céu, e a sua vida económica, social e religiosa é fortemente influenciada pela Terra. As religiões nativas americanas, como a Religião Peyote, a Religião Longhouse e a Religião da Terra Lodge, também têm crenças e práticas centradas na Terra.[19]
- Incorporação de divindades da fertilidade:
  - A adoração de deuses ou deusas da fertilidade é uma prática comum em muitas religiões da Terra, que muitas vezes têm raízes na antiga adoração de deusas ou em religiões matriarcais.[20]
- Gestão ambiental:
  - As religiões da Terra promovem frequentemente práticas que visam preservar a Terra e os seus ecossistemas, alinhando-se com princípios conservacionistas e ambientalistas.[18]
- Integração de práticas antigas e neopagãs:
  - Muitas religiões da Terra baseiam-se em antigas práticas pagãs, integrando religiões da Terra antigas e neopagãs e muitas vezes incluindo uma variedade de crenças que afirmam a vida, dedicadas a curar tanto os indivíduos como a Terra.[20]
- Conexão da hipótese de Gaia:
  - Alguns indivíduos encontram uma ligação entre a adoração da Terra e a hipótese de Gaia, que propõe que a Terra é um sistema complexo autorregulado.[20]

## Controvérsia e criticismo

### Impedimento do progresso
Muitas religiões têm estereótipos negativos da religião da Terra e do neopaganismo em geral. Uma crítica comum à adoração da natureza e dos recursos da "Mãe Terra" é que os direitos da natureza e os movimentos anti-ecocídio são inibidores do progresso e desenvolvimento humano. Esse argumento é alimentado pelo fato de que essas pessoas socializadas em visões de mundo "ocidentais" acreditam que a própria Terra não é um ser vivo. Wesley Smith (do conservador Discovery Institute, que defende o Design Inteligente) acredita que isso é "anti-humanismo com potencial para causar danos reais à família humana". De acordo com Smith, os adoradores da Terra estão impedindo o desenvolvimento em larga escala e são vistos como inibidores do avanço.

### Representantes negativos
Muitas das críticas dirigidas à religião da Terra derivam das ações adversas de um punhado de indivíduos que enfrentaram reprovação pelos seus atos. Uma figura notável frequentemente citada como uma representação negativa da religião da Terra é Aleister Crowley. Ele é criticado por estar "muito preocupado em despertar poderes mágicos" em vez de priorizar o bem-estar dos outros em seu clã. Crowley supostamente admirava o "Velho George" Pickingill, outro adorador da natureza que atraiu atenção negativa. Os críticos rotularam Pickingill como satanista e "o bruxo mais notório da Inglaterra".
Crowley foi "supostamente expulso da Arte devido às suas tendências perversas." Ele exibiu excitação diante da tortura e da dor e teve prazer em ser "punido" por mulheres. Esses comportamentos mancharam severamente a imagem pública de Crowley e, por extensão, lançaram uma sombra sobre a religião da Terra, levando a uma percepção equivocada onde muitos começaram a associar todos os seguidores da religião da Terra com o satanismo perverso."

### Acusada de Satanismo
Os seguidores da religião da Terra sofreram grande opróbrio ao longo dos anos por supostamente serem satanistas. Alguns adeptos religiosos podem ser propensos a ver outras religiões além de sua religião como sendo erradas às vezes, porque eles percebem essas religiões como características de seu conceito de adoração a Satanás. A saber, a Bruxaria, uma prática comum dos wiccanos, às vezes é mal interpretada como adoração a Satanás por membros desses grupos, bem como por pessoas menos informadas que podem não ser especificamente religiosas, mas que podem residir dentro da esfera de influência dos adeptos religiosos críticos pagãos. Da perspectiva Wicca, no entanto, a religião da Terra e a Wicca estão fora do mundo fenomenológico que engloba o satanismo. Um ser totalmente maligno não existe dentro da perspectiva religiosa das religiões da Terra ocidentais. Os devotos adoram e celebram os recursos da Terra e divindades centradas na Terra. O satanismo e a Wicca "têm crenças completamente diferentes sobre divindade, regras diferentes para comportamento ético, expectativas diferentes de seus membros, visões diferentes do universo, diferentes dias sazonais de celebração, etc."
Neopagãos, ou seguidores da religião da Terra, muitas vezes afirmam não ser afiliados ao satanismo. Neopagãos, wiccanos e crentes da religião da Terra não reconhecem a existência de uma divindade que está de acordo com o conceito religioso comum da seita semita de Satanás. O satanismo deriva do cristianismo, enquanto a religião da Terra deriva de conceitos religiosos mais antigos.

#### Acusações de Satanismo como assédio religioso
Alguns adeptos da religião da Terra discordam do assédio religioso que é inerente à pressão social que exige que eles tenham que se distanciar do conceito religioso muitas vezes não uniforme da seita semita de adoração a Satanás. Ter que se definir como "outro" a partir de um conceito religioso que não está dentro de sua visão de mundo implica um certo grau de restrição religiosa facilitada por forasteiros, informais, mas funcionais, que se baseia apenas nas crenças religiosas metafísicas e mitológicas desses forasteiros. Isso é problemático porque comparações iniciadas por pessoas de fora com o satanismo com a intenção de condenação, mesmo quando facilmente refutadas, podem ter o efeito de pressão social sobre os adeptos da religião da Terra para se conformarem à percepção externa de costumes, crenças e modos de comportamento religioso aceitáveis.
Para ilustrar, um problema poderia surgir com o argumento "além do satanismo" se um sistema de crença centrado na Terra adotasse um feriado que um crítico considerasse semelhante ou idêntico a um feriado que os satanistas celebram. Os satanistas têm sido historicamente propensos a adotar feriados que têm origens em várias tradições pagãs, ostensivamente porque esses feriados tradicionais estão entre os últimos vestígios conhecidos da prática religiosa pré-semita tradicional no ocidente. Os satanistas são, talvez irracionalmente, propensos a interpretar feriados não semitas como anticristãos e, portanto, implicitamente representativos de sua visão de mundo. Isso não é surpreendente, dado o fato de que, de fato, é assim que muitos cristãos interpretam feriados como o Samhain. Apesar de quaisquer percepções ou raciocínios errôneos mantidos por qualquer outro grupo, os adeptos da religião centrada na Terra não reconhecem a má interpretação de seus costumes feita por adeptos religiosos externos ou críticos, inclusive adoradores de Satanás.
O culto organizado a Satanás, conforme definido e ancorado na cosmovisão semítica, é caracterizado por uma série de movimentos e grupos relativamente desorganizados e muitas vezes díspares que surgiram principalmente em meados do século XX. Assim, seus costumes adotados têm variado, continuam a variar e, portanto, esse alvo móvel de crenças e costumes não pode ser justificado nem continuamente explicado pelos adeptos religiosos centrados na Terra. Uma vez que um grupo satanista adote um feriado, o estigma social pode manchar injustificadamente o feriado e qualquer um que o observe sem discriminação de onde e com que propósito foi originalmente celebrado. Dado esses fatos, muitos devotos da religião centrada na Terra encontram comparações com o satanismo de natureza intrinsecamente opressiva. Essa lógica se transfere para todo e qualquer costume religioso para incluir oração, magia, cerimônia e qualquer semelhança não intencional nas características da divindade (um exemplo é a entidade tradicional com chifres Pã, com características físicas semelhantes às representações comuns de chifres de Satanás).
A questão é ainda mais complicada pela teoria de que a mitologia intra e extra-bíblica de Satanás que está presente em várias seitas semíticas pode ter evoluído originalmente para demonizar figurativamente as religiões pagãs de outros grupos. Assim, o conceito de Satanás, ou "o adversário", teria sido representativo de todas as religiões não semitas e, por extensão, das pessoas que nelas acreditavam. Embora, às vezes, o conceito do "outro" como demoníaco também tenha sido usado para caracterizar seitas semíticas concorrentes. Entre outros propósitos, tal crença teria sido extraordinariamente útil durante o processo psicológico e físico de limpeza da Europa das crenças tribais tradicionais em favor do cristianismo. Essa possibilidade explicaria a tendência histórica das autoridades cristãs, por exemplo, de considerar demoníaca a maioria dos costumes pagãos praticados no contexto religioso pagão. Por qualquer padrão moderno, essas crenças atuais violariam os conceitos ocidentais de tolerância religiosa, bem como seriam hostis à preservação do que resta da cultura de grupos religiosos há muito perseguidos.

## Ética
Por causa da grande diversidade de religiões que se enquadram no título de religião da Terra, não há consenso de crenças. Entretanto, as crenças éticas da maioria das religiões se sobrepõem. O código de ética mais conhecido é o Rede Wiccana. Muitos daqueles que praticam uma religião da Terra escolhem ser ambientalmente ativos. Alguns realizam atividades como reciclagem ou compostagem, enquanto outros acham mais produtivo tentar apoiar a Terra espiritualmente. Essas seis crenças sobre ética parecem ser universais.
1. Não há julgamento divino[30]
2. Cabe a cada indivíduo decidir o que é ético[31][32][33][34]
3. Cada indivíduo é responsável por suas ações[30][31][32][33][35]
4. Natureza e toda a vida devem ser honradas[36][37]
5. Não existe um caminho ou religião correta, apenas aquela que se encaixa melhor para cada indivíduo[36]
6. As ações morais são feitas por si mesmas e não por uma recompensa[32][35]

### A Rede Wiccana
"E [se] não prejudicar ninguém, faça o que quiser." 
 Comumente redigida em inglês moderno como "se não prejudicar ninguém, faça o que quiser." Esta máxima foi impressa pela primeira vez em 1964, depois de ser dita pela sacerdotisa Doreen Valiente em meados do século XX, e governa a maioria crença ética dos wiccanos e de alguns pagãos. Não há consenso de crenças, mas esta rede fornece um ponto de partida para a interpretação da maioria das pessoas sobre o que é ético. A rede afirma claramente não causar danos, mas o que constitui um dano e qual nível de interesse próprio é aceitável é negociável. Muitos wiccanos invertem a frase para "Faça o que quiser e não prejudique ninguém", significando "Faça o que quiser se não prejudicar ninguém". A diferença pode não parecer significativa, mas é. A primeira implica que é bom não causar danos, mas não diz que é necessariamente antiético fazer isso, a segunda implica que todas as formas de dano são antiéticas. A segunda frase é quase impossível de seguir. Essa mudança ocorreu ao tentar adaptar melhor a frase ao inglês moderno, bem como enfatizar a "inocência" dos wiccanos. A verdadeira natureza da rede simplesmente implica que há responsabilidade pessoal por suas ações. Você pode fazer o que quiser, mas há uma reação de carma de cada ação. Mesmo que esta seja a rede de prática mais conhecida, isso não significa que aqueles que optam por não segui-la sejam antiéticos. Existem muitas outras leis de prática que outros grupos seguem.

### A Lei Tríplice
A Lei Tríplice é a crença de que para todas as ações há sempre uma causa e um efeito. Para cada ação tomada, a boa ou a má intenção será devolvida ao tomador da ação três vezes. É por isso que a Rede Wiccana é normalmente seguida por causa do medo do retorno triplo dessa ação prejudicial.

### Honra
Este termo é o que Emma Restall Orr chama de reverência pela terra em seu livro Living with Honour: A Pagan Ethics. Ela separa o termo em três seções: coragem, generosidade e lealdade, ou honestidade, respeito e responsabilidade. Não há força maligna na Natureza. Nada existe além do natural, portanto cabe ao indivíduo escolher ser ético não por causa do julgamento divino. Todos os seres estão conectados pela Terra e, portanto, todos devem ser tratados com justiça. Há uma responsabilidade com o meio ambiente e uma harmonia deve ser encontrada com a natureza.

### A Earth Religion Anti-Abuse Resolution (1988)
Em 1988, uma resolução significativa intitulada Resolução Antiabuso da Religião da Terra foi redigida e aprovada por várias comunidades pagãs para abordar preocupações de abuso e deturpação. Esta resolução foi inicialmente escrita pela Church of All Worlds e mais tarde obteve a aprovação das Pagan Ecumenical Conferences of Ancient Ways (realizadas na Califórnia de 27 a 30 de maio) e do Pagan Spirit Gathering (realizado em Wisconsin em 17 de junho). Seguindo essas afirmações, o  Pagan Community Council of Ohio apresentou a resolução ao Northeast Council of W.I.C.C.A., solidificando ainda mais sua aceitação dentro da comunidade pagã mais ampla.
O texto da resolução é o seguinte:
"Nós, abaixo assinados, como adeptos das religiões pagãs, antigas e neopagãs da Terra, incluindo Wicca ou Bruxaria, praticamos uma variedade de crenças positivas e afirmadoras da vida que são dedicadas à cura, tanto de nós mesmos quanto da Terra. Como tal, não defendemos ou toleramos quaisquer atos que vitimizem outras pessoas, incluindo aqueles proibidos por lei. Como um de nossos preceitos mais amplamente aceitos é a liminar da Rede Wiccana de "não prejudicar ninguém", condenamos absolutamente as práticas de abuso infantil, abuso sexual e qualquer outra forma de abuso que prejudique os corpos, mentes ou espíritos das vítimas de tais abusos. Nós reconhecemos e reverenciamos a divindade da Natureza em nossa Mãe Terra, e conduzimos nossos ritos de adoração de maneira ética, compassiva e constitucionalmente protegida. Não reconhecemos nem adoramos o diabo cristão, "Satanás", que não está em nossos panteões pagãos. Não toleraremos calúnias ou calúnias contra nossos Templos, clérigos ou Assembléias de Templos e estamos preparados para defender nossos direitos civis com as ações legais que julgarmos necessárias e apropriadas".
Esta resolução foi um passo significativo para abordar e condenar práticas abusivas, ao mesmo tempo que visava dissipar conceitos errados e estereótipos comuns associados às Religiões da Terra, particularmente à Wicca e à Bruxaria. Também destacou a posição coletiva da comunidade pagã contra o abuso e o seu compromisso com práticas éticas e compassivas.